# ゲッケイジュ
ゲッケイジュ（月桂樹、学名: Laurus nobilis）は、クスノキ科ゲッケイジュ属の常緑高木の1種である。ローレル、ローリエ、スイートベイ、ベイツリーなどともよばれる。葉縁が波打った葉が互生し、雌雄異株で春に黄白色の小さな花が集まって葉腋に咲く（図1）。果実は液果で黒紫色に熟する。精油を多く含み、乾燥した葉はローリエ（ローレル、ベイリーフ）とよばれ、香辛料として広く利用されている。香料、生薬、庭木としても利用されている。地中海沿岸地域原産であるが、日本を含む世界各地で栽培されている。古代ギリシャ、ローマ文化と深く関わり、アポロンのシンボルとされ、また勝者や詩人を讃えるものとして枝葉を編んだ月桂冠が使われた。

## 名称
「月桂樹」の名は、中国の古い伝説（『酉陽雑俎』）に由来する。仙人について仙術を学んでいた呉剛（ごこう）という男が、自ら犯した過ちのため、伐っても伐っても元に戻ってしまう月の木（桂、本来はモクセイ類）を永遠に伐り続けなければならなくなったという話である。のちにゲッケイジュが導入された際、中国ではこの漢字（月桂）が充てられ、日本でも「月桂樹」の名が与えられた。
英語名からローレル（英語: laurel）、ベイツリー（英語: bay tree）、スイートベイ（英語: sweet bay）、ベイ（英語: bay）、フランス語名からローリエ（フランス語: laurier）ともよばれる。これらのうちローレルやローリエは、香辛料とするこの植物の葉を意味することもある（下記参照）。
リンネの『植物の種』(1753年) で記載された植物、つまり最初に学名が与えられた植物の一つである。学名の種小名である nobilis（ノビリス）は、「高貴な」「気品ある」を意味する。

## 特徴
常緑広葉樹の高木であり、大きなものは高さ15メートルほどになる（図2a）。低木状で株立ち（地際で多数分枝して叢生）することも多い（図2b）。樹皮は平滑で灰白色から灰色、小さな皮目が散在する（図2c）。一年枝は円柱形、緑色で紫褐色を帯び、無毛、皮目はないが、二年枝から皮目ができる。精油を含み、枝や葉を傷つけると独特の芳香がある。
頂芽も腋芽も存在し、葉芽は楕円形から卵形、その芽鱗の葉腋から生じる花芽は球形で十字対生する緑色の総苞片4枚に包まれている（図3a）。側芽は頂芽よりも小さく（2/3長ほど）、そのすぐ下に葉痕がある場合は白っぽくよく目立つ。葉痕には維管束痕が1個ある。
葉は互生する（図3b）。葉柄は長さ0.7–1センチメートル (cm)、赤褐色を帯びる（図3b）。葉身は長楕円形から狭長楕円形、3–12 × 2–6 cm、基部はくさび形、先端は鈍頭または鋭頭、葉縁は全縁だがふつう波打ち（老木では波打たないことも多い）、葉質は硬い革質、表面は濃緑色で光沢があり無毛、裏面は淡緑色で脈腋に毛叢があり、葉脈は羽状、側脈は10–12対で縁部で湾曲して連結、両面で主脈が隆起し、顕著な網状脈がある（図1, 3b）。
雌雄異株であり、日本では雌株が少ない。日本での花期は4–5月、葉腋に芳香がある黄白色の小さな花が3–4個の集まった散形花序が1–4個の生じ、総苞片は外面は無毛、内面には毛があり、花序柄は長さ 5–10 mm、花柄は有毛で雄花で長さ 3–5 mm、雌花で長さ 1–2 mm、雄花で花托は短く、外面に密に毛がある（図1, 4a,b）。花被片は4枚、両面に毛があり、雄花では楕円形で長さ約 3.5 mm、雌花ではやや小さい。雄花にはふつう4個ずつ2–3輪の雄しべが存在し、葯は2室で内向、第2、3輪の雄しべの花糸には1対の黄色い腺体があり、雌しべは退化（図4a）。雌花は1対の黄色い腺体をもつ仮雄しべが4個1輪存在し、中央に1個の雌しべがあり、長さ約 4 mm、花柱は短く、柱頭はわずかに膨張して鈍角三角形（図4b）。
果実は液果、長さ 8–12 mm ほどの楕円形から球形、日本では10月頃に黒紫色に熟し、香りがある（図4c）。種子は1個、球形、表面は褐色でまだら模様が目立つ。染色体数は 2n =42, 48。

## 分布
地中海沿岸地域の、ヨーロッパ南部（フランス、イタリア、ギリシャなど）、北アフリカ（モロッコ、アルジェリア、チュニジア、リビア）、中近東（トルコ、シリア、パレスチナなど）が原産地とされる（図5）。寒さによく耐えることから、ヨーロッパ北部、北米から南米、インド、日本など東アジア、オーストラリアなどで広く植栽され、一部は逸出帰化している。
日本へは明治時代に渡来し、明治初期には開拓使の青山の圃場に導入されたといわれている。また、日露戦争の戦勝記念として東郷平八郎、上村彦之丞の両海軍大将によって日比谷公園に植栽されて各地に広まった。日本では関東地方から九州までの範囲で植栽される。萌芽力が強く、海岸や屋上などの条件が悪いところでも、丈夫に育つ。雌雄異株であるが、日本には雌株が少ない。

## 利用
ゲッケイジュの葉はシネオールなどの精油を多く含み、ローリエなどとよばれて香辛料として広く利用されている。また、香料や生薬としても利用される。観賞用に植栽されることもある。

### 香辛料
陰干しした葉には精油による芳香があり、ローリエ（フランス語: laurier）やローレル（英語: laurel）、ベイリーフ（英語: bay leaf）などとよばれ、香辛料として広く用いられている（図6）。素材の臭みを和らげ、上品な香りを与える。生葉も利用できるが、香りが強く青臭さがあり、苦味が出やすい。
カレー、スープ、シチュー、ポトフ、ボルシチ、ブイヤベース、グレービーソース、肉料理、魚料理などさまざまな料理に葉をそのまま（ホール）入れて広く用いられている。数種の香辛料を束ねたものであるブーケガルニに欠かせない材料でもある。煮すぎると苦みが強くなるため、早めに引き上げる。マリネやピクルスでは、葉に切れ込みを入れるなどして香りが出やすくして漬け込む。また、粉末（パウダー）は煮込み料理には苦味が強くなるため向かないとされるが、素材の下味付けやレバーペースト、ひき肉料理の臭み消しに向いている。菓子にも使われ、特にプディングやパンプディングなど乳製品で作るものに相性が良いとされる。

### 生薬など
葉や果実は、健胃作用、消化作用、駆風作用、収斂作用、発汗作用、利尿作用などがあるとされ、消化系や気管支系の生薬として利用されている。また浴湯料ともされ、血液循環作用があり、疲労回復や不眠症などに対して用いられる。神経痛やリウマチには、エキスや煎液を外用する。果実をアルコールやローションに1週間ほど浸した液は、頭髪の発毛・育毛剤として利用される。日本での生薬名は、葉が月桂葉、果実が月桂実である。
ゲッケイジュに含まれる精油はヒトの味覚神経を刺激し、唾液や胃液の分泌を促して食欲増進作用があるとされる。葉には強いアルコール吸収抑制活性が認められ、その活性本体はα-メチレン-γ-ブチロラクトン構造を有するコスチュノリド (costunolide) などのサポニンであるセスキテルペン類であり、その作用機序として、胃液分泌の亢進や胃排出能抑制作用などが関与している。2001年、カゴメ株式会社総合研究所は、ゲッケイジュの中に血管を拡張する作用を示す物質が含まれていることを明らかにしたが、人体への効果については検証されていない。ゲッケイジュの成分は抗菌効果などが知られており、オーラルケア製品に利用されている。
ゲッケイジュの果実から抽出された油はローレルオイルとよばれ、石鹸の原料とされ、ニキビ・フケ・体臭等を抑える効果が謳われることがある。葉から抽出された精油は香料とされ、さっぱりとした香りで男性用化粧品に多く利用されている。葉は、貯蔵穀物や豆の防虫用に用いられることがある。

### 成分
| 精油                | 葉    | 果実  |
| ------------------- | ----- | ----- |
| シネオール          | 60.50 | 32.47 |
| リモネン            | 2.00  | 1.68  |
| γ-テルピネン        | 0.68  | 3.45  |
| サビネン            | 6.63  | 3.63  |
| α-ピネン            | 3.72  | 12.45 |
| リナロール          | 0.62  | 0.29  |
| p-シメン            | 1.57  | 0.87  |
| α-フェランドレン    | 0.11  | 13.36 |
| カンフェン          | 0.05  | 0.16  |
| β-ピネン            | 3.14  | 3.19  |
| テルピネン-4-オール | 2.56  | 3.29  |
| テルピネオール      | 1.56  | 3.26  |
| ミルセン            | 0.25  | 1.14  |

ゲッケイジュは精油を多く含み、これが香辛料や香料、生薬の有用成分となっている。精油量や精油組成は、葉や果実など器官によっておおよそ共通しているが、器官の発達程度や生育条件、生育地域の違いによって違いが大きく、またサンプル処理や分離手順の違いによって大きく変動する（表1）。
葉に含まれる精油の含量は0.5–4.3%であり、主成分はシネオール（30–70%）、ほかにリナロール、α-テルピニルアセテート、α-ピネン、β-ピネン、サビネン、テルピネオール、テルピネン-4-オールなどが豊富に含まれている（表1）。一方、果実の精油含量は0.60–4.30%であり、シネオール（8.10–48.0%）、α-テルピニルアセテート（3.67–10.4%）、サビネン（4.49–11.4%）、α-フェランドレン、オイゲノール、メチルオイゲノール、α-ピネン、β-ピネン、β-オシメンなどである（表1）。また、花ではα-オイデスモール、β-エレメン、β-カリオフィレンが多く、つぼみでは (E)-β-オシメン、ゲルマクレンが多い。 

### 木材
気乾比重は約0.6、材はやや緻密でなめらか、年輪は不明瞭で材色は緑褐色、ほのかに芳香がある。かなり堅いが加工しやすく、寄木細工や杖などに利用される。

### 植栽

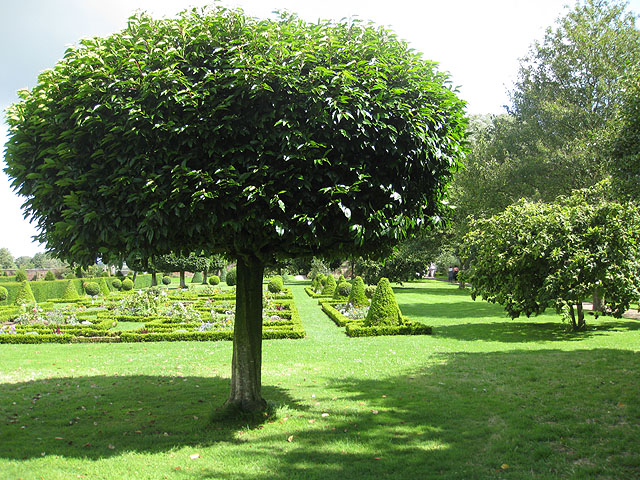
7. 植栽されたゲッケイジュ（イギリス）

観賞用として、公園樹や庭木、生け垣などに植栽される。生長が早く、剪定にも強いため、刈り込みすぎや形が不揃いであっても、すぐにリカバリーすることができ、トピアリーを容易に作ることもできる（図7）。
日当たりの良い場所を好むが、半日陰でも育つ。水はけのよい肥沃な土壌を好むが、乾燥に強く（年間降水量が 600–1,000 mm を好み、300–2,200 mm に耐える）、特に土質は選ばない。もともと暖地に生育する種であり、年間日中気温が 17–25°C の場所を好むが、8–30°Cに耐え、休眠期には-8°Cくらいまでは防寒を必要としない。風通しが悪いと虫がつきやすくなるため、風通しの良いところに植えるようにする。
実生、株分け、挿し木によって増やすことができるが、おもに挿し木が用いられる。種子の場合は10月に採取してとりまきするが、発芽には約半年かかる。挿し木の場合は、7月から8月に今年枝から穂木をとり、挿し木にする。これらを本植する適期は4月中旬から下旬、または9月であり、庭植え、鉢植えともに有機質肥料または緩効性化成肥料を元肥とする。ただし、移植は苦手であり、特に大株の移植には注意を要する。
植えつけてから2年未満の株や鉢植えは、土の表面が乾いたら水をたっぷり与える。植えつけから2年以上たった株は、水やりの必要はない。生長は早く、剪定は厳寒期を避け、3月から4月上旬、7月下旬から8月上旬とされ、必要があれば年に2–3回行い、また刈り込みや切り戻しで樹形を整える。庭植えの場合、施肥は1–2月に有機質肥料を株元の周辺に埋める。鉢植えの場合は、3月に化成肥料を株元に追肥する。
病虫害に非常に強いが、日本では、数種のカイガラムシが発生し、樹勢を弱めることがある。また、カイガラムシの排泄物が葉などに堆積すると、そこにすす病菌が発生し、外見の悪化や光合成効率の低下をもたらす。カイガラムシの防除は、発生直後の幼虫に対する農薬散布を行う。また、冬の間に成虫をかき落としておくと、幼虫の発生数が大幅に減る。
さまざまな栽培品種が作出されており、葉が黄色い‘オーレア’（Laurus nobilis ‘Aurea’）、葉にクリーム色の斑が入った‘バリエガータ’（Laurus nobilis ‘Variegata’、フイリゲッケイジュ）、葉が細い‘アングスティフォリア’（Laurus nobilis ‘Angustifolia’、柳葉ゲッケイジュ、ウィロー・リーフ・ベイ）などがある。

## 文化

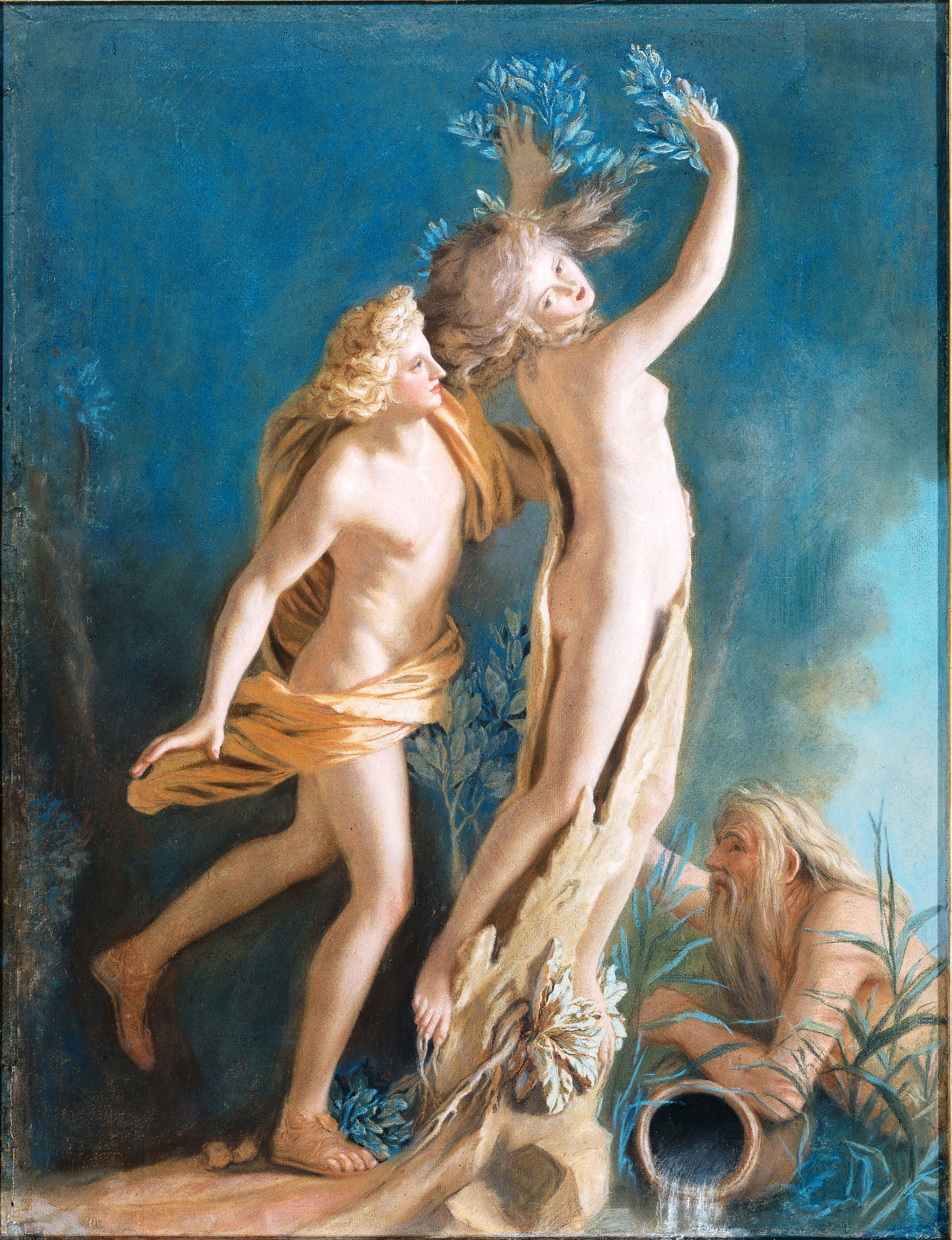
8. アポロン（左）に追い詰められゲッケイジュに化身するダフネ（ジャン＝エティエンヌ・リオタール 1736）

ギリシャ神話においては、愛の神エロスを嘲笑したアポロンが罰として黄金の矢で射られ、その結果ニンフのダフネを熱愛したが、拒絶するダフネはペネイオス河畔に追い詰められ、ゲッケイジュに化身して純潔を守ったとされる（図8）。このため、ゲッケイジュはアポロンの聖木となり、アポロンが音楽、弓術、詩歌の神であったため、これらを讃えるシンボルとなった。また、古代ギリシャではゲッケイジュはダフネとよばれていたが、現在では同じく芳香のある木であるジンチョウゲ属の学名（Daphne）に採用されている。
古代ギリシャや古代ローマでは、ゲッケイジュに厄除けや浄化の効能があると考えられ、居住地の周囲に好んで植えられた。これと関連して、アポロンは巨蛇ピュトンを殺したのちにゲッケイジュの森で血を清め落としたとされ、またローマ皇帝ネロは疫病流行時にゲッケイジュの森に移り住んだという。

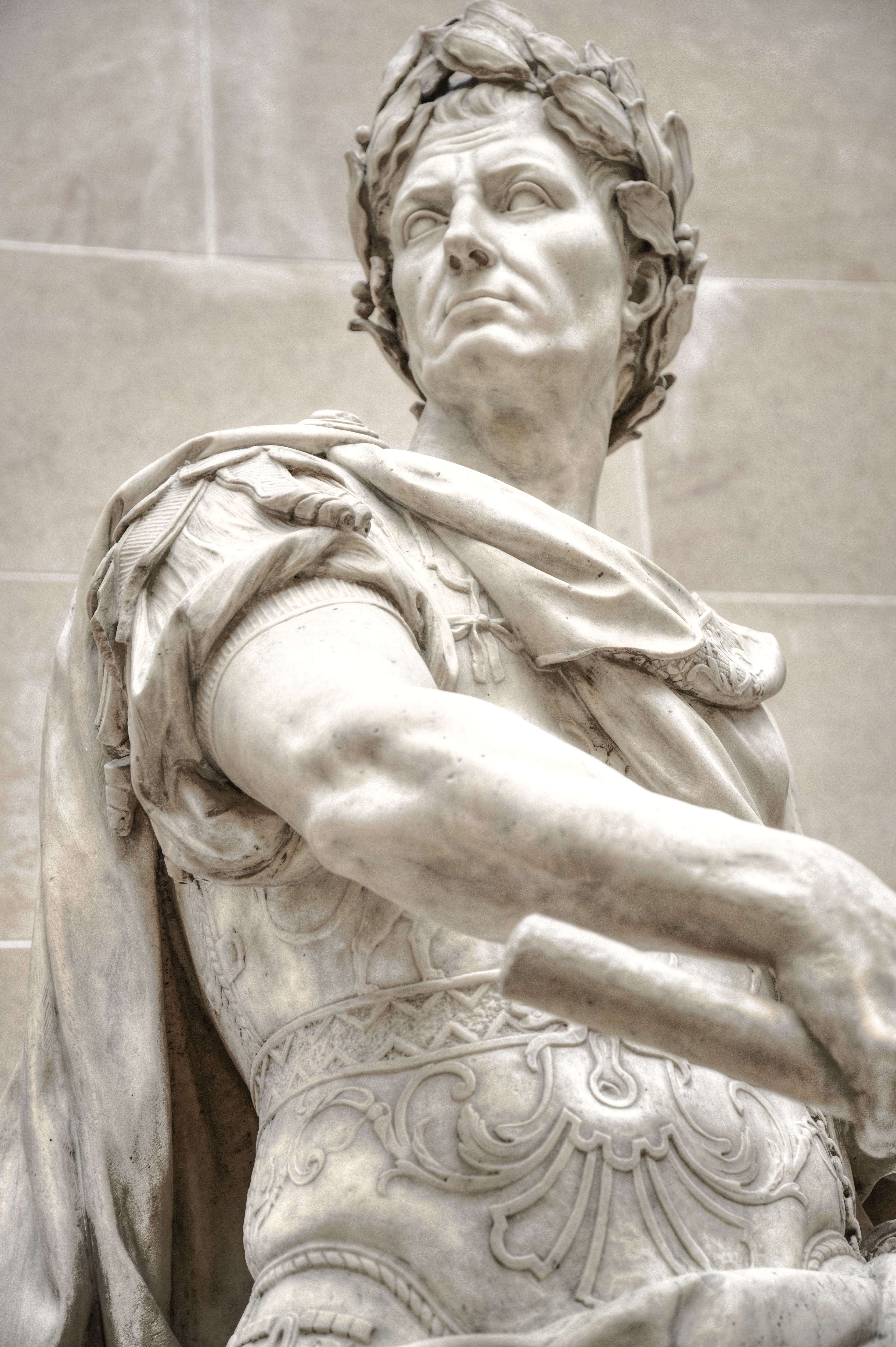
9. 月桂冠を頭に載せたカエサルの像（ニコラ・クストゥー）

その常緑性や浄化力のため、ゲッケイジュは勝利や栄誉の象徴とされ、競技会勝者や戦勝将軍にはゲッケイジュの枝葉で編まれた冠（月桂冠、桂冠）が与えられた（図9）。古代ギリシャでは、デルフォイで行われたピュティア競技祭など特定の競技会での優勝者に月桂冠が授与されていたが、このような葉冠が与えられる競技会は「神聖競技会」として特別視され、賞金や高価な品物が授与される賞金競技会とは区別されていた。共和政ローマ末期の政治家、軍人であるガイウス・ユリウス・カエサルは、戦争から凱旋するたびに人々から月桂冠を載せられ、その功績をたたえられた。
デルフォイの巫女はゲッケイジュの葉を噛んで予言力を培ったとされるが、これは葉に含まれる麻痺成分のためであるともされ、またこのためゲッケイジュは詩的霊感を与える木ともされた。月桂冠は大詩人とされた人にも与えられた。中世には、大学で修辞学と詩学の修了者が月桂冠を授与された。イギリスの「桂冠詩人」も、この伝統に則っている。
ギリシャ神話において、ゲッケイジュは医療の神アスクラピウスに捧げられた木ともされ、ローマ時代には見習いの若い医師がゲッケイジュを頭に飾る習慣があったという。
ゲッケイジュの花言葉は「栄誉と勝利」「幸運と誇り」などであり、月桂冠は「才知への報酬」を意味する。

### ゲッケイジュに由来する名称
- 日産・ローレル - かつて日産自動車から販売されていた乗用車[41]。
- ロリエ - 花王の生理用品[42]。
- 月桂冠 (企業) - 日本の酒造会社、およびその製品[43]。
- ローレル賞 - 鉄道友の会が優秀な鉄道車両に贈る賞の1つ[44]。
- サクラローレル - 日本の競走馬・種牡馬[45]。